# Krassimir Avramov
Krassimir Ivanov Avramov (Bulgaars: Красимир Иванов Аврамов) (Sliven, 5 november 1972) is een Bulgaars zanger.

## Biografie
Avramov studeerde af aan de Nationale Academie voor Theater- en Filmkunsten in hoofdstad Sofia als contratenor. In 1997 bracht hij zijn eerste album uit, getiteld Silent Voices. Een jaar later verhuisde hij naar Los Angeles, alwaar hij gaandeweg faam maakte met een muziekstijl die hij popera noemt: een symbiose tussen pop- en operamuziek.
In 2009 nam Avramov deel aan de Bulgaarse preselectie voor het Eurovisiesongfestival. Met het nummer Illusion wist hij de nationale finale te winnen, waardoor hij zijn vaderland mocht vertegenwoordigen op het Eurovisiesongfestival 2009 in de Russische hoofdstad Moskou. Daar werd hij uitgeschakeld in de halve finale.
2005: Kaffe · 
2006: Mariana Popova · 
2007: Elitsa Todorova & Stojan Jankoelov · 
2008: Deep Zone & Balthazar · 
2009: Krassimir Avramov · 
2010: Miro · 
2011: Poli Genova · 
2012: Sofi Marinova · 
2013: Elitsa Todorova & Stojan Jankoelov · 
2016: Poli Genova · 
2017: Kristian Kostov · 
2018: Equinox · 
2021: Victoria · 
2022: Intelligent Music Project